# 大佐渡山地

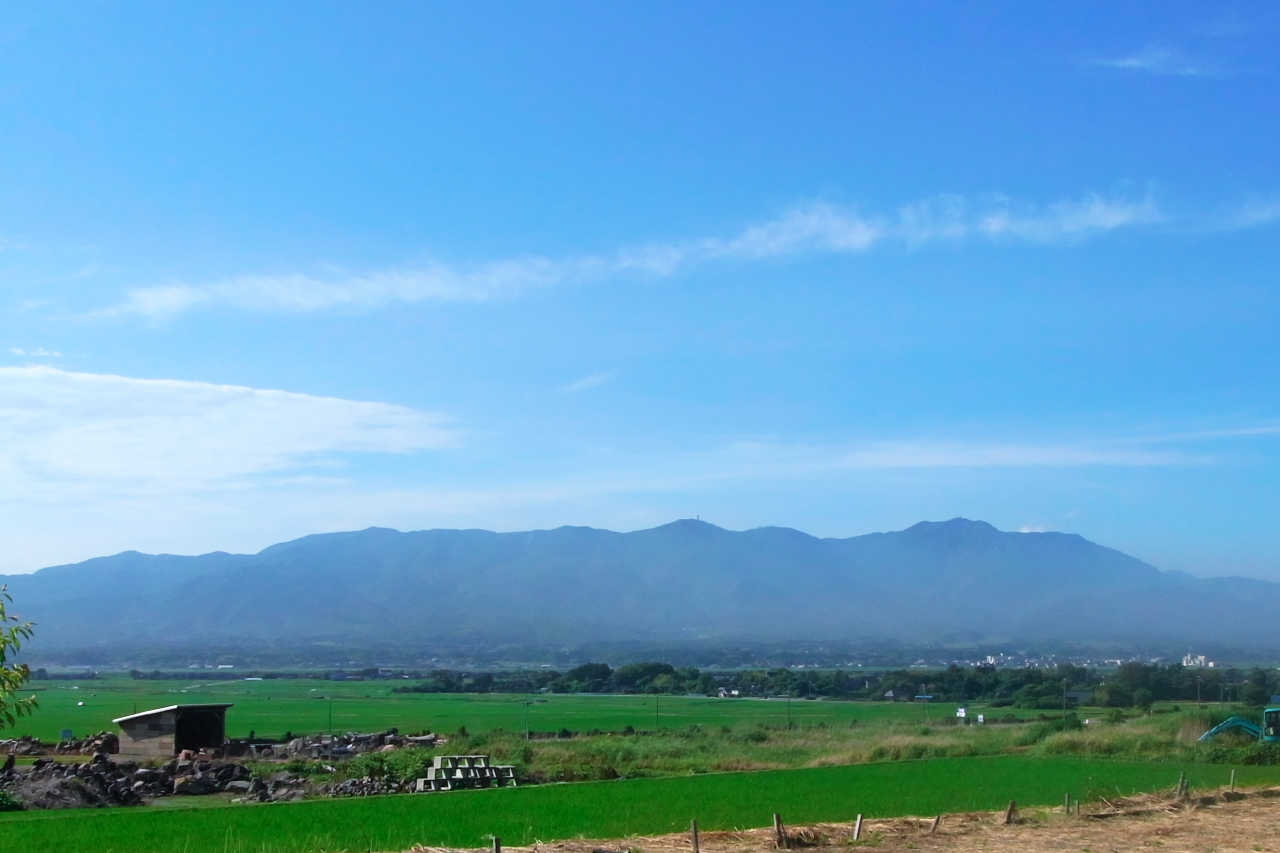
国中平野から望む大佐渡山地

大佐渡山地（おおさどさんち）は、佐渡島の北半部を占める地塁山地。南南西から北北東に伸びており、主稜線の標高は約600 - 1,100メートル。
国中平野をはさんで小佐渡山地（小佐渡丘陵）と対している。
中間部には佐渡島最高峰の金北山（1,172メートル）がある。東向き斜面は西向き斜面に比べ緩傾斜である。冬には、日本海から吹く北西の季節風の影響により積雪がある。

## 土地利用
古くから放牧が盛んに行われていた。

## 観光

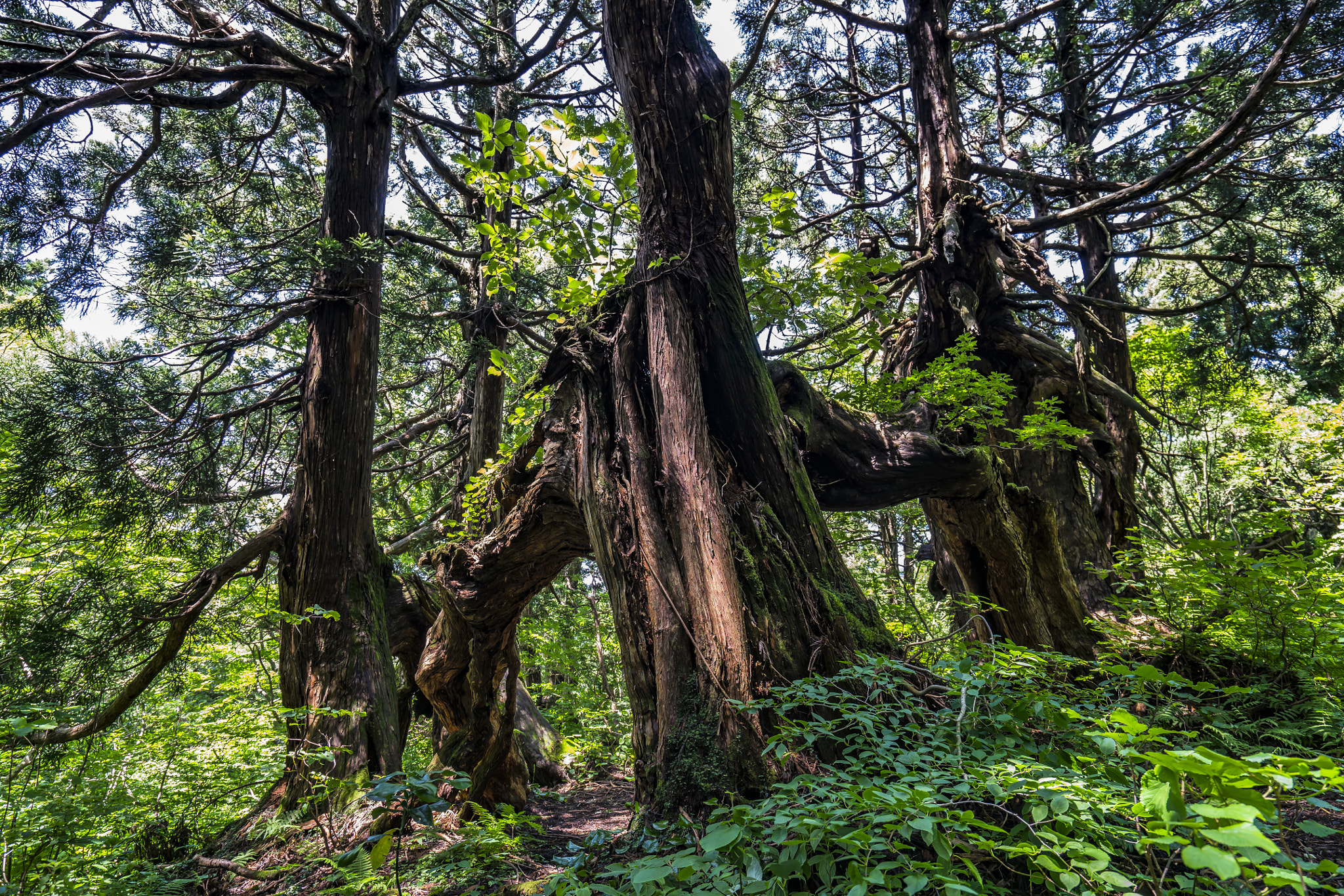
大佐渡石名天然杉（2016年7月）

大佐渡スカイラインが整備され、観光ルートとなっている。沿線には白雲台（展望台）、乙和池、佐渡市営平スキー場などがある。
また、新潟県道81号佐渡縦貫線沿線にはドンデン山やアオネバ渓谷などがある。
このほか、北東部の林道沿いには大佐渡石名天然杉と呼ばれる天然杉の巨木群があり、写真家・天野尚の作品が洞爺湖サミット会場に飾られたことから話題となり、2011年（平成23年）に遊歩道が整備された。

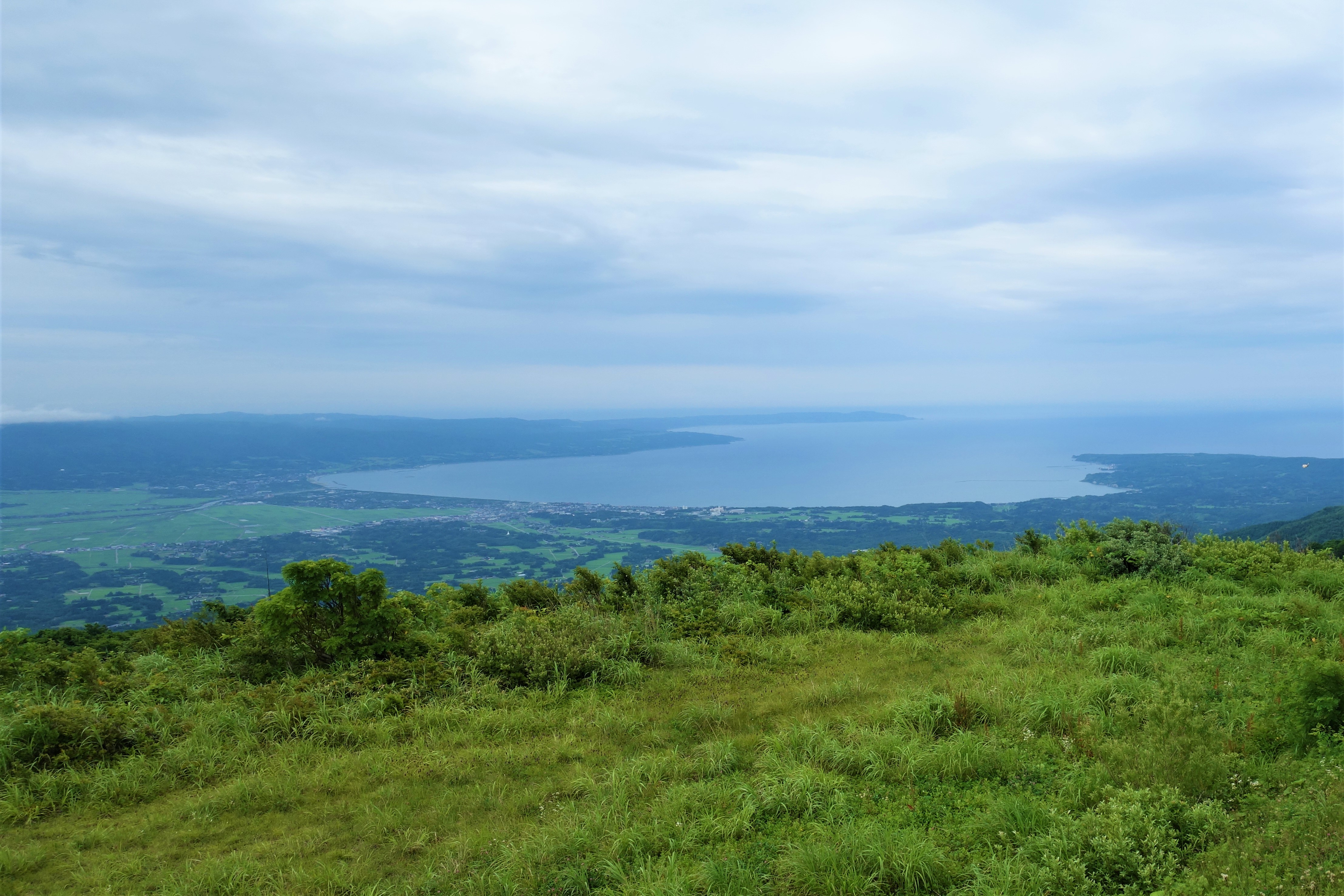
白雲台から眺めた真野湾
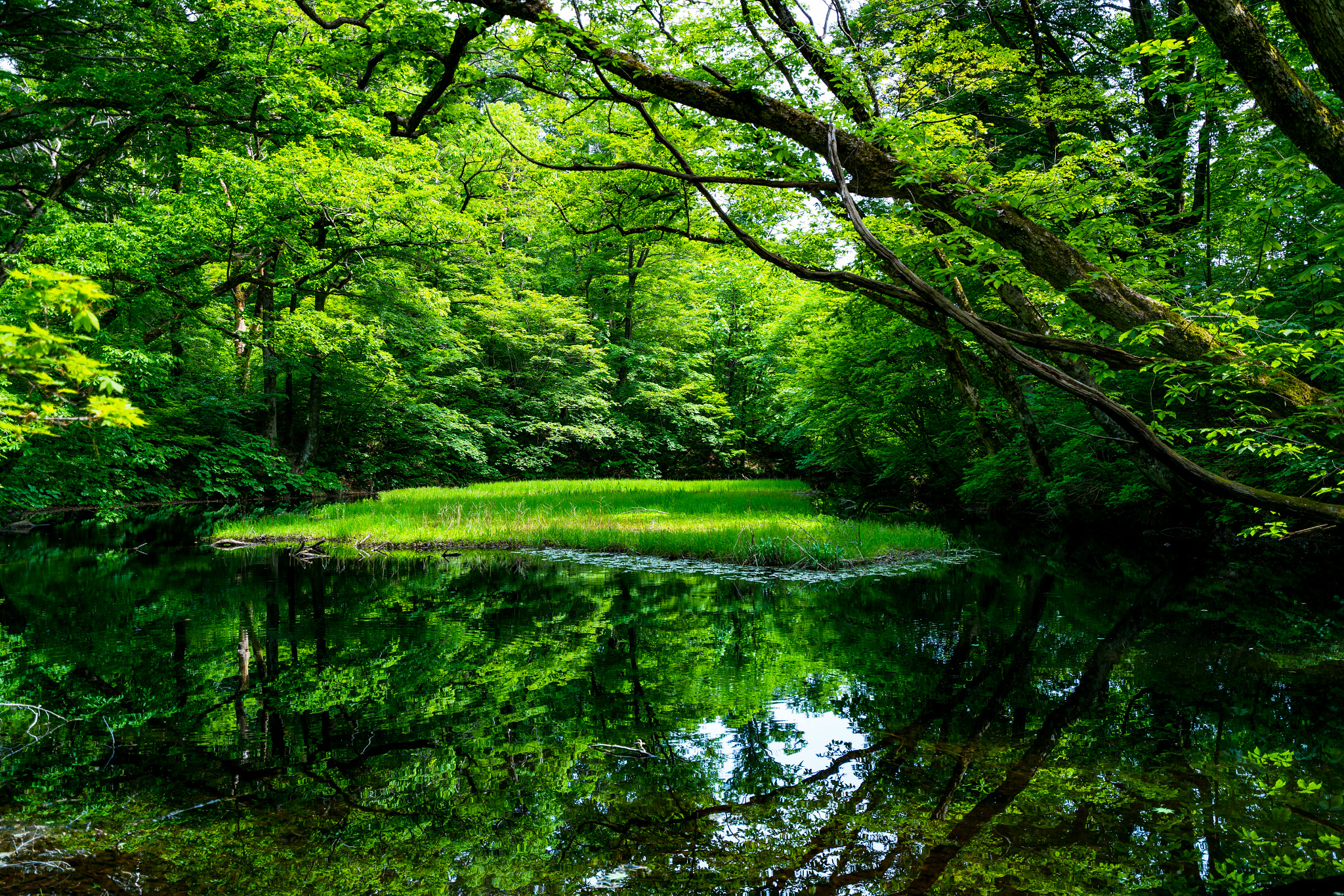
乙和池
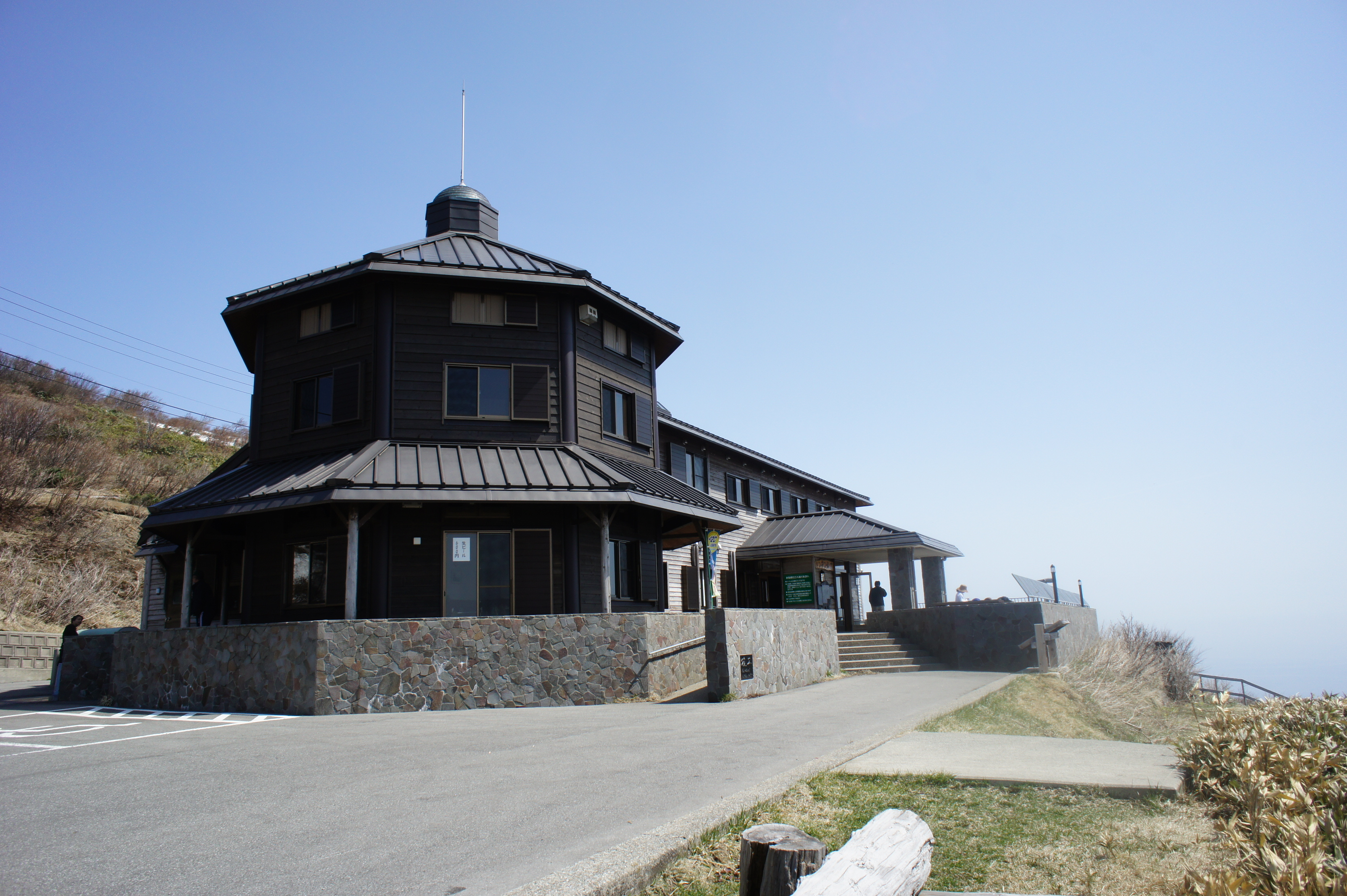
ドンデン山荘ロッジ